# Julien Lepers
Julien Lepers, né le 12 août 1949 à Paris, est un animateur de radio et de télévision ainsi qu'un auteur-compositeur-interprète français.
Il est notamment connu pour avoir été le présentateur du jeu télévisé Questions pour un champion sur France 3, du 7 novembre 1988 jusqu'au 20 février 2016, mais également pour être le compositeur de deux grands succès du chanteur Herbert Léonard : Pour le plaisir (1981) et Amoureux fous (1983), chanté en duo avec Julie Pietri.

## Biographie

### Enfance et formation
Ronan Gerval Lepers est le fils du chef d'orchestre, pianiste de jazz et architecte Raymond Lepers (1921-2014) et de la chanteuse Maria Rémusat (1923-2017), et petit-fils du peintre Claude Rémusat. La lignée de Julien Lepers est originaire du Nord de la France, comme la lignée de John Paul Lepers, mais ils n'ont apparemment pas de lien de parenté connu.
Il naît à Paris, mais passe son enfance à Antibes, puis au collège de l'institution Sainte-Marie de Saint-Dié-des-Vosges. Il étudie ensuite le droit à l'université de Nice, où il obtient une licence.
Dans les colonnes d’Ici Paris, Julien Lepers explique avoir eu une enfance difficile : une phase de sa vie qu'il préfère oublier, marquée de surcroît par l'absence de ses parents. Il affirme ainsi : « S'il fallait changer quelque chose dans ma vie, je crois que ça serait mon enfance passée chez des nounous et le début de mon adolescence ».
Très jeune, il est envoyé dans le pensionnat réputé de l’École de Sorèze, dans le Tarn, loin du cadre de ses parents, dont il regrette l'absence, ce qu'il traduit à travers les propos suivants : « Moi, mes parents étaient artistes, ils étaient toujours sur les routes. Il m’est arrivé de passer un trimestre entier loin d’eux. Je me revois, seul, dans la cour de récréation désertée. Je ne veux pas faire pleurer dans les chaumières, mais j’ai manqué d’affection et j’en ai beaucoup souffert ».

### Carrière d'animateur

#### Débuts
Bien qu'il ait obtenu une licence en droit, Julien Lepers est surtout intéressé par la musique. Aussi, lorsque l'occasion se présente, il participe à Monaco à un concours d'animateur radio organisé par Jean-Pierre Foucault pour RMC. Il remporte ce concours face à 3 500 candidats et décroche le poste promis par la station de radio. Il devient alors, de 1973 à 1978, animateur sur cette station où il est le « Monsieur Hit-parade », annonçant le classement des chansons. Il fait sa première apparition à la télévision à 25 ans, le 23 février 1975 dans l'émission de variétés Ring Parade - Système deux sur Antenne 2. L'animateur Guy Lux l'invite le temps d'un numéro pour annoncer les performances des chanteurs en compétition. Après RMC, Lepers part en 1978 sur RTL où il anime une dizaine d'émissions dont le célèbre Stop ou encore (qu'il anime jusqu'en septembre 1998).
Au début des années 1980, il fait ses débuts d'animateur à la télévision en Suisse, sur la TSR dans Cœur en Fête, l'une des émissions de divertissement de la chaîne, accueillant à cette occasion les grands noms de la chanson. Au début de l'année 1986, à l'âge de 36 ans, il continue sur sa lancée en France en prenant les rênes de l'émission de variétés La Nouvelle Affiche sur FR3. À partir du 15 août 1986, Julien Lepers officie à la présentation de l'émission Télématin en direct sur Antenne 2, un magazine composé de plusieurs rubriques, reportages et journaux télévisés, en remplacement de William Leymergie, parti présenter le journal de 13 heures. Julien Lepers alterne la présentation du magazine avec Roger Zabel et Mady Tran jusqu'en 1987 avant d'être contacté par FR3.

#### Questions pour un champion(1988-2016)
En 1988, FR3, par l'intermédiaire de sa directrice des programmes Sabine Mignot confie à Julien Lepers, 39 ans, la présentation d'un nouveau jeu télévisé : Questions pour un champion, adapté du jeu britannique Going for Gold. Le 7 novembre 1988 à 18 h 30, FR3 diffuse la première émission du jeu.
Le jeu est retransmis quotidiennement sur FR3 (devenue France 3), tout d'abord du lundi au vendredi, puis du lundi au samedi, du lundi au dimanche puis de nouveau du lundi au samedi. Au tout début et pendant quelques mois, ce jeu réalise des audiences moyennes. FR3 laisse toutefois le temps au programme et à son animateur de s'installer. Questions pour un champion devient ensuite un succès populaire avec de fortes audiences et donne à son animateur une nouvelle notoriété.
L'émission est souvent parodiée et de nombreux extraits, notamment de plusieurs candidats, reviennent dans les bêtisiers et autres zappings. Le jeu, resté pratiquement toujours dans la même case horaire (diffusé à 18 h 10 en 2015) développe, au fil du temps, de nombreuses émissions spéciales : Masters (anciens grands champions), Langue française (avec des candidats de pays francophones), Grandes écoles, Sidaction, Lycées, Familles, Célébrités (animateurs, chanteurs, acteurs, humoristes, écrivains, sportifs — dont une spéciale candidature pour les jeux olympiques « Paris 2012 » en 2005, etc.)[réf. souhaitée].
180 clubs Questions pour un champion sont créés en France, des jeux de société et le jeu vidéo Questions pour un champion online sont commercialisés. Le jeu télévisé (émissions quotidiennes et spéciales) est récompensé par trois 7 d'or dans les années 1990 : « meilleur jeu télévisé/meilleure émission de jeu » en 1991 et 1998 et « meilleure émission de divertissement » pour Les Masters en 1999[réf. souhaitée].

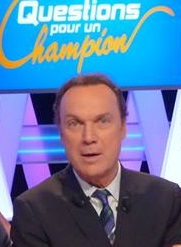
Julien Lepers en 2014 sur le plateau de l'émission Questions pour un champion.

À compter du 10 septembre 2006, en plus de la « version classique » quotidienne, Julien Lepers anime également Questions pour un super champion, un format hebdomadaire plus long dans lequel s'affrontent d'anciens grands champions pour remporter également une cagnotte (le face-à-face final se déroule avec le super champion). Cette émission est diffusée le dimanche à 17 h 55, du 10 septembre 2006 au 22 février 2015, puis le samedi à la même heure à partir du 7 mars 2015. Cette nouvelle diffusion de l'émission, due à une légère baisse d'audience, cède la place le dimanche au nouveau jeu Le Grand Slam présenté par Cyril Féraud, une déclinaison plus longue du jeu quotidien Slam qui connaît un succès croissant et de plus fortes audiences[réf. souhaitée].
Julien Lepers est l'un des animateurs français les plus célèbres, avec Stéphane Bern, Nikos Aliagas ou encore Michel Drucker.
Le 7 janvier 2016, à l'occasion d’une conférence de presse, France 3 confirme, à la suite d'indiscrétions dans les médias, que Julien Lepers sera remplacé par Samuel Étienne à la présentation de Questions pour un champion à compter du 22 février 2016, après avoir présenté l'émission pendant vingt-huit ans. La directrice de France 3, Dana Hastier, justifie ce choix par la volonté de « renouveler » le jeu, et « lui donner une seconde chance », tout en précisant, alors que les audiences du programme avaient tendance à diminuer malgré la dynamique de la tranche horaire sur la chaîne, qu'« un jeu a vocation à faire de l'audience ». Le même jour, l'animateur exprime sur Twitter sa « tristesse de quitter l’émission sans avoir pu saluer les équipes, le public et les téléspectateurs ». Le 8 janvier, dans une tribune publiée sur le site de la version française du Huffington post, il déclare notamment : « Je quitte Questions pour un champion à mon corps défendant et la mort dans l'âme. » Il remercie les téléspectateurs : ceux-ci « me retrouveront bientôt là où l'on m'attend… et aussi là où l'on ne m'attend pas ».
Lors de l'émission Touche pas à mon poste ! du 13 janvier 2016, Julien Lepers revient sur son éviction de Questions pour un champion et indique notamment : « J’ai fait sept jours d’enregistrement. […] Quand j’en ai eu fini, la direction m’a convoqué et m’a dit : "La chaîne ne veut plus de toi comme animateur." », ajoutant : « Je ne savais pas que j’avais fait ma dernière émission. […] Ça s’est déclenché en vingt-quatre heures ».
Le 27 janvier 2016, Dana Hastier juge dans une interview accordée à Télérama que « Julien Lepers est totalement ingérable », ajoutant notamment : « Dès le début, [je lui ai dit] que j'avais un souci avec son style d'animation. Nous avons réalisé quatre études : tous les résultats posaient clairement la question de l'animateur. Je n'ai donc pas pris cette décision sur un coup de tête ! ». Elle lui reproche de jouer les victimes et révèle qu'il gagnait 40 000 € par mois pour une semaine d'enregistrement et que la société de production du jeu, avec qui il était en contrat à durée indéterminée, lui versera 1,3 million d'euros d'indemnités de licenciement.
Julien Lepers a animé 8 310 numéros de Questions pour un champion. Deux voix-off l'ont accompagné successivement : Jacques Bal, de 1988 à 1992 et William Pinville, de 1992 à 2016.
La dernière émission de Questions pour un champion version « classique » (quotidienne) présentée par Julien Lepers est diffusée le 19 février 2016. Il apparaît une dernière fois à la présentation du jeu, le 20 février, dans Questions pour un super champion, l'émission hebdomadaire du samedi[réf. souhaitée].

#### Autres programmes (1989- 2012)
En complément de Questions pour un champion, Julien Lepers anime d'autres programmes.
En 1989-1990, il effectue de nouveau les remplacements de William Leymergie à la présentation de Télématin sur Antenne 2.
En 1990, Marie-France Brière qui devient la directrice des variétés et divertissements d'Antenne 2 cherche à diversifier les divertissements de la chaîne et crée une case le lundi en première partie de soirée. Elle fait appel à l'animateur pour présenter Il était une fois..., à partir du 8 octobre 1990, une émission mensuelle mi-magazine mi-divertissement. Ce programme permet aux téléspectateurs de découvrir la généalogie de l'invité et faire des reconstitutions historiques. L'émission s'arrête après le deuxième numéro du 12 novembre 1990.
Il présente en 1992 sur FR3 le dimanche après-midi le jeu Au pied du mur. Après quelques numéros, l'émission est arrêtée, faute d'audience.
Entre 1991 et 1994, il présente durant quatre années consécutives, en décembre, l'élection de Miss France se déroulant au CNIT de La Défense et diffusée en direct sur FR3 en 1991 (Miss France 1992) puis France 3 en 1992, 1993 et 1994 (Miss France 1993 à Miss France 1995). À partir de décembre 1995 (élection de Miss France 1996), l'élection de Miss France est retransmise sur TF1 et présentée par Jean-Pierre Foucault. Julien Lepers a également animé des galas de miss en régions comme les élections de Miss Réunion et dans d'autres pays (Miss Suisse, Miss Île Maurice (Miss Mauritius).
En août 1998, il anime, en direct, tous les après-midi du lundi au vendredi, à partir de 16 h 40 sur France 3, l'émission de divertissement C'est l'été, dans une ville de France (stations balnéaires) chaque semaine. Ce divertissement est fondé sur le même principe que 40° à l'ombre et diffusé avant Questions pour un champion ; il est composé de plusieurs rubriques (vie pratique, mode, horoscope, animaux, etc.) animées par des chroniqueurs, ainsi que des karaokés, de la variété française et internationale.
Entre 1999 (année du passage du concours Eurovision de France 2 à France 3) et 2005, il anime toujours sur France 3 en direct et en duo trois émissions des sélections françaises pour le Concours Eurovision de la chanson, et commente cinq finales du concours :
- le 2 mars 1999, il anime la sélection française avec Karen Cheryl en direct de l'Olympia à Paris, puis commente seul le concours en direct de Jérusalem, le 29 mai 1999[23] ;
- le 15 février 2000, il présente une nouvelle fois la sélection française avec Karen Cheryl puis commente seul le concours se déroulant à Stockholm le 13 mai 2000[24] ;
- en 2005, après que Laurent Ruquier et Elsa Fayer ont présenté en mars les deux émissions de la sélection française pour l'Eurovision, France 3, par l'intermédiaire de la responsable des divertissements Rachel Kahn, fait de nouveau appel à Julien Lepers, associé à l'auteur et chroniqueur de télévision Guy Carlier, pour commenter la finale du concours en mai de la même année. Le choix du duo est alors assez surprenant en raison des tensions entre les deux hommes. Guy Carlier a souvent critiqué et moqué Lepers au début des années 2000 dans ses chroniques de l'émission Le Fou du roi (radio) de Stéphane Bern sur France Inter, ainsi que dans ses ouvrages. Carlier utilisera le terme de « Leperseries » pour évoquer les propos parfois « décalés » de l'animateur. Les deux hommes acceptent l'émission, ce qui permet alors de sceller leur réconciliation. Lepers sera invité quelques jours avant le concours dans l'émission On ne peut pas plaire à tout le monde sur France 3, animée par Marc-Olivier Fogiel avec Guy Carlier comme chroniqueur. Le 21 mai 2005, Lepers et Carlier commentent donc tous les deux le 50e Concours Eurovision de la chanson en direct de Kiev[réf. souhaitée] ;
- le 6 mars 2007, Julien Lepers anime avec Tex sur France 3 l'émission de la sélection française à l'Eurovision. Les deux animateurs se retrouvent le 12 mai 2007 pour commenter la finale du concours à Helsinki[réf. souhaitée] ;
- en 2008, après le choix en interne par France 3 du représentant de la France pour le concours de l'Eurovision par l'intermédiaire de la directrice des divertissements Marie-Claire Mezerette, Julien Lepers commente de nouveau le 24 mai 2008, en direct de Belgrade, en duo avec le couturier Jean-Paul Gaultier.[réf. souhaitée]

Les 29 décembre 2001 et 28 décembre 2002, à Beyrouth au Liban, il coprésente le concours Miss Europe avec Diana Hayden (Miss Monde 1997 et Miss Inde) et Joëlle Belhok (Miss Liban 1997). Les cérémonies de l'élection ont été diffusées par New TV Liban et retransmises par satellite par une vingtaine de chaînes de télévision dans le monde dont TV5.
En 2006, le jeu Intervilles passe de France 2 à France 3. Alors que Patrice Laffont souhaite rempiler à l'animation du jeu, la chaîne lui préfère Julien Lepers. Durant les étés 2006 à 2008, Lepers coanime donc chaque semaine Intervilles en première partie de soirée sur France 3 aux côtés de Tex, Nathalie Simon et Philippe Corti (ainsi que Vanessa Dolmen pour le fil rouge en 2006-2007, Robert Wurtz en 2006-2007 et Olivier Alleman en 2007-2008 (arbitres), Alessandro Di Sarno (fil rouge) et Sandra Murugiah (assistante) en 2008).[réf. souhaitée]
Il a également présenté ou commenté[Quand ?] des spectacles de cirque ou musicaux tels que le Festival international du cirque de Massy, ainsi que le Festival interceltique de Lorient[réf. souhaitée]
Le 22 avril 2009, en première partie de soirée, il présente Le Tournoi d'orthographe, dans lequel des élèves de 5e doivent épeler sans faute des mots difficiles. Le jury est composé de l'académicien Michel Serres, du linguiste et lexicographe Alain Rey et du comédien François Rollin.[réf. souhaitée]
Le 6 février 2012, il est le maître de cérémonie des Globes de cristal décernés par la presse française et récompensant des personnalités du monde des arts et de la culture dans plusieurs domaines (cinéma, télévision, littérature, musique, arts). La cérémonie s'est déroulée au Lido et a été retransmise en direct sur France 3 à partir de 23 h 40.[réf. souhaitée]

#### Période post-France 3

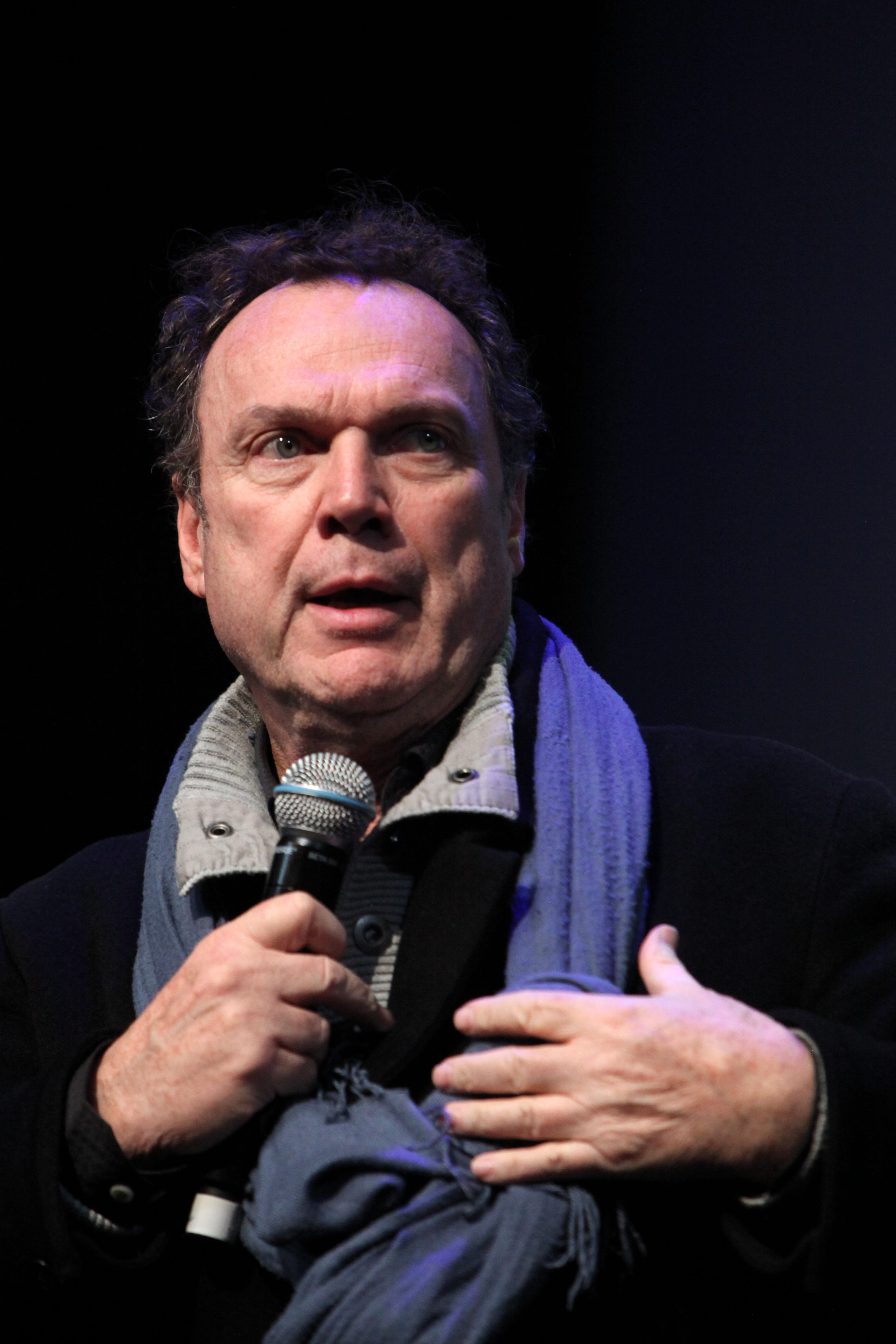
Julien Lepers en 2016.

Le 18 avril 2016, il fait son retour à la télévision aux commandes de La Grosse Émission sur la chaîne Comédie +, initialement pour cinq jours. Le premier numéro est également diffusé sur Dailymotion.
À partir du 27 octobre 2017, il anime, à 18 h 5 BeTheWone, un e-quiz (jeu interactif) sur la chaîne ViaGrandParis (sur le canal TNT Île-de-France).
Le 13 janvier 2018, il fait partie du jury de l'élection de Miss Prestige National 2018 se déroulant à Saint-Étienne et retransmise en direct sur TL7.

### Carrière musicale
En 1978 et 1979, Julien Lepers enregistre deux 45 tours, le premier comprenant en face A Je t'aime trop, et en face B Pleure sous la pluie, et le deuxième comprenant en face A De retour de vacances, et en face B Oh ! Sylvie.
Passionné de musique et pianiste autodidacte, il est le compositeur de bon nombre de chansons du chanteur Herbert Léonard parmi lesquelles deux grands succès : en 1981 Pour le plaisir et en 1983 Amoureux fous chanté en duo avec Julie Pietri. Il a également composé plusieurs chansons pour Sylvie Vartan, Michel Delpech ou encore Sheila. En 1985, il compose Flagrant délit, de nouveau interprété par Herbert Léonard, qui devint numéro un au Québec[réf. souhaitée].
En juin 1996, il crée un album musical qu’il interprète en compagnie du grand orchestre de Bratislava.
Fin janvier 2016, il rejoint, en Belgique, la troupe de l'opéra-rock Hopes créé par Alec Mansion. Le 21 avril 2016, il publie le single We Want More.

### Diversification
En juin 1981, à 32 ans, Julien Lepers, alors animateur de la campagne nationale du RPR, est parachuté comme candidat de ce parti aux élections législatives dans la circonscription de Saint-Pierre-et-Miquelon, où il est battu (n'ayant obtenu au premier tour de scrutin le 14 juin 1981 que 181 voix, soit 6,86 % des suffrages exprimés) par le maire de Saint-Pierre, Albert Pen (PS). Épisode sans lendemain, Julien Lepers salue d'ailleurs souvent dans Questions pour un champion les habitants de l'archipel français d'Amérique du Nord[réf. souhaitée].
En 2009, il fait de la publicité à la radio pour l'eau minérale Saint-Yorre.
En septembre 2010, il déclare son envie d'être un présentateur du journal télévisé de France 3. « J’aimerais présenter un journal télévisé. Ça m’intéresserait et ça ne doit pas être bien sorcier de lire un prompteur ! Mais, en ce moment, j’aime aussi beaucoup les émissions économiques et bien sûr les émissions musicales. Je continue d’ailleurs les tournées en France, Belgique et Suisse avec mon orchestre et à composer des chansons ».
En août 2011, il est membre du jury du Prix Iznogoud, dans le cadre du festival Humour et Eau Salée de Saint Georges de Didonne.
En novembre 2011, agacé par le mauvais usage de la langue de Molière, il publie un livre intitulé Les fautes de français ? Plus jamais !. Julien Lepers dit d'ailleurs dans son livre : « Les fausses notes me chatouillent les oreilles. Elles me contrarient. Une faute de français me fait le même effet qu'une fausse note »,. 
En janvier 2016, il apparaît dans un spot pour le passage de la TNT en HD à compter du 5 avril 2016. Il l'a tourné sur le plateau de Questions pour un champion avec, à la main, une de ses célèbres fiches jaunes du jeu. La même année, il apparaît dans des spots pour l'eau minérale Volvic et pour Les Jardins d'Arcadie, une résidence de séniors.

### Autres participations
Julien Lepers participe en tant que candidat au jeu Fort Boyard sur France 2 animé par Patrice Laffont et Cendrine Dominguez dans une « spéciale animateurs » diffusée le 7 juillet 1993, avec pour coéquipiers Gérard Holtz (capitaine), Marie-Ange Nardi, Lionel Cassan, Philippe Lefait, Henri Sannier et Christine Miller. Ils jouent pour l'association Emmaüs France.
Il apparaît en 2000 dans un épisode du magazine scientifique de France 3 C'est pas sorcier, consacré à la télévision numérique
Il apparaît également dans le documentaire Les Vacances presque parfaites de Christine Bravo diffusé en 2011 sur NRJ 12, alors qu'il mange dans un restaurant de Las Vegas avec son fils. Il se joue alors de Christine Bravo en se faisant passer pour Michael Keaton.[réf. souhaitée]
Le 22 février 2016, il participe en voix-off à une parodie de Questions pour un champion dans un sketch de l'émission humoristique C'est Canteloup sur TF1.
Le 11 avril 2016, sur TF1, il est candidat en duo avec l'humoriste Caroline Vigneaux dans le jeu Money Drop présenté par Laurence Boccolini. Ils jouent en faveur des orphelins de la RATP.
À l'automne 2016, il participe à la septième saison de l'émission Danse avec les stars sur TF1, aux côtés de la danseuse Silvia Notargiacomo, et termine huitième de la compétition.
Dans l'épisode 7 de la saison 1 de la série audio Clyde Vanilla d'Antoine Daniel, il interprète le personnage du présentateur de Happy Quizz, un jeu télévisé parodiant l'émission Questions pour un champion.
En 2018, il participe à la saison 3 du Meilleur Pâtissier, spécial célébrités sur M6.
Durant l'été 2019, il est candidat dans l'émission de téléréalité de TF1 Je suis une célébrité, sortez-moi de là ! tournée en Afrique du Sud en février-mars 2019. Il y défend l'association l'Orphelinat de la RATP, il termine onzième et dernier de la compétition.
Le 27 décembre 2019, il participe avec Black M à L'Aventure Robinson présentée par Denis Brogniart sur TF1.

### Vie privée
Dans les années 1970, Julien Lepers a eu une relation avec l'animatrice de radio Julie Leclerc.
Julien Lepers n'est pas marié et a une fille et un fils : Lorraine et Guillaume, respectivement nés en 1993 et 1998. En raison de son enfance difficile, l’animateur a indiqué vouloir être plus proche et plus attentif envers ses enfants pour éviter que ces derniers ne revivent son passé : « J’essaie de leur donner tous les moyens pour qu’ils évoluent dans la vie. Je leur inculque les bonnes manières, mais ce n’est pas toujours aisé car ce sont deux personnalités et le métier de parents n’est pas simple ».
Il est également chef d'entreprise via sa société Guilor, spécialisée en conseil pour les affaires et autres conseils de gestion (société fermée en 2018).
Par ailleurs, il est aussi connu pour posséder une ressemblance physique avec l'acteur américain Michael Keaton,,. Cette ressemblance a donné lieu à plusieurs sketches,.

## Postérité
- Il fait l'objet d'une parodie par les Inconnus dans un sketch intitulé Question pour du pognon[44].
- Il donne son nom à un biais cognitif appelé « l'effet Julien Lepers » qui est une déclinaison particulière de l'erreur fondamentale d'attribution[45],[46].

## Affaires judiciaires

### Janvier 1994: fraude fiscale
Le 4 janvier 1994, Julien Lepers est condamné à un an de prison avec sursis et 150 000 francs d’amende pour fraude fiscale (il aurait oublié de déclarer ses droits d'auteur). Il est alors remplacé pendant deux semaines à la présentation de Questions pour un champion par Vincent Perrot (diffusions du 14 au 28 janvier). Cependant, le 15 avril 2010, dans l'émission Touche pas à mon poste !, il affirme que les services fiscaux s'étaient rendu compte de leur erreur et lui avaient remboursé la totalité de cette supposée fraude. Il répète cela en 2014 sur l'antenne de France Info.

### Avril 2017: téléphone au volant et conduite sans permis
En avril 2017, Julien Lepers est arrêté alors qu'il conduisait en téléphonant, avec un permis de conduire annulé depuis 2011 ; par la suite, il déclare ignorer tout de cette annulation.

## Résumé de carrière audiovisuelle

### Émissions radiophoniques
- RMC : dans l'émission Hit Parade.
- RTL : Challenger, Studio 22, Les Ambassadeurs, Départ Immédiat, Casinos Parade, Une journée pas comme les autres, Et pour vous qu'est-ce qu'on peut faire ?, La vente aux enchères, Stop ou encore (jusqu'en septembre 1998)

### Émissions télévisées

#### Animation
- 1982 : Cœur en Fête sur TSR
- 1986-1987 : Télématin sur Antenne 2
- 1987-1988 : La Nouvelle Affiche sur FR3
- 1988-2016 : Questions pour un champion[11] sur FR3 puis France 3
- 1990 : Il était une foi… sur Antenne 2
- 1991-1994 : Élection de Miss France 1992 à 1995 sur FR3 puis France 3
- 1992 : Au pied du mur ! sur FR3
- 1998 : C'est l'été sur France 3
- 1999 : Eurovision : la sélection en direct avec Karen Cheryl sur France 3
- 1999 : Concours Eurovision de la chanson 1999 : commentateur sur France 3
- 2000 : Eurovision : la sélection avec Karen Cheryl sur France 3
- 2000 : Concours Eurovision de la chanson 2000 : commentateur sur France 3
- 2001-2002 : Miss Europe sur TV5
- 2005 : Concours Eurovision de la chanson 2005 : commentateur avec Guy Carlier sur France 3
- 2006-2008 : Intervilles avec Tex, Nathalie Simon et Philippe Corti sur France 3
- 2006-2016 : Questions pour un super champion sur France 3
- 2007 : Eurovision 2007 : Et si on gagnait ? avec Tex
- 2007 : Concours Eurovision de la chanson 2007 : commentateur avec Tex
- 2008 : Concours Eurovision de la chanson 2008 : commentateur avec Jean Paul Gaultier[50].
- 2009 : Le Tournoi d'orthographe sur France 3
- 2012 : Cérémonie des Globes de cristal sur France 3
- 2016 : La Grosse Émission sur Comédie+
- 2016 : Touche pas à mon poste ! sur C8 : chroniqueur
- 2017 : BeTheWone sur ViàGrandParis
- 2023 : La tournée triomphale des idoles sur C8 avec Denise Fabre, Christian Morin et Michel Drucker

#### Participations
- 1993 et 2016 : Fort Boyard sur France 2
- 2016 : Danse avec les stars sur TF1
- 2018 : Le Meilleur Pâtissier, spécial célébrités sur M6
- 2019 : Je suis une célébrité, sortez-moi de là sur TF1
- 2019 : L'aventure Robinson sur TF1
- 2019-2020 : Le Grand Concours des animateurs sur TF1
- 2021 : publicité pour la marque BackMarket - apparition furtive dans le chœur
- 2025 : Les Douze Coups de midi sur TF1 (émission du 2 juin 2025)

### Filmographie
- 1996 : Fantôme avec chauffeur, de Gérard Oury : lui-même
- 2001 : Un gars, une fille - saison 4, épisode 14 : Jean repasse le permis : le moniteur d'auto-école
- 2002 : Vu à la télé, de Daniel Losset : lui-même
- 2005 : Edy, de Stéphan Guérin-Tillié : lui-même
- 2008 : Vilaine, de Jean-Patrick Benes et Allan Mauduit : lui-même
- 2009 : 8th Wonderland, de Nicolas Alberny et Jean Mach : lui-même
- 2012 : Fais pas ci, fais pas ça - saison 5, épisode 2 L'Été indien : lui-même
- 2013 : Y'a pas d'âge - épisode 3 :  Pour tester sa culture générale : lui-même

### Audiographie
- 2017 : Clyde Vanilla (épisode 7) d'Antoine Daniel et Wendöh (série audio)

### Théâtre
- 2007 : Le Chat en poche de Georges Feydeau
- 2015 : La Garçonnière
- 2017 : Danse avec les mots

### Discographie
- 1977 : Indicatif Du Hit-Parade[51]
- 1978 : Je t'aime trop
- 1978 : Pleure sous la pluie
- 1979 : De retour de vacances[52]
- 1979 : Oh ! Sylvie
- 1996 : Blackjack
- 2016 : We Want More

## Publications
- Julien Lepers, Les fautes de français ? Plus jamais !, Michel Lafon, 2011  (ISBN 978-2749915043)
- Julien Lepers, Le cahier d'activités Julien Lepers : les fautes de français, jouons ensemble pour ne plus en faire, Michel Lafon, 2012.
- Julien Lepers, Les mauvaises manières ? Ça suffit !, Michel Lafon, 2014  (ISBN 978-2749922003)
- Julien Lepers, Je suis un homme de télévision, je suis 8310 jours à l'animation de Questions pour un champion, je suis licencié en 3 minutes après 28 ans de bonheur, je suis, je suis…[53], Flammarion, 2016, 277 p.  (ISBN 2081394359 et 978-2081394353)